# Mariscal Sucre nemzetközi repülőtér
A Mariscal Sucre nemzetközi repülőtér (IATA: UIO, ICAO: SEQQ) egy 2013-ban bezárt repülőtér Ecuadorban, Quitoban. A város központjától nagyjából 9 km-re északra helyezkedik el.

## Kifutópályák
A repülőtér futópályái:
- 17/35 (3120 m)

## Légitársaságok és úticélok

### Belföldi
2023-ban a Mariscal Sucre nemzetközi repülőtérről az alábbi járatok indultak:
| Légitársaság                    | Célállomások                                                                                                   |
| ------------------------------- | --- |
| AeroGal (most Avianca Ecuador)  | Cuenca, Guayaquil, El Coca, Manta, Lago Agrio                                                                  |
| Austro Aéreo                    | Cuenca |
| Ecuatoriana de Aviación         | Guayaquil |
| Icaro Air                       | Guayaquil, Coca, Manta                                                                                         |
| LAN Ecuador (now LATAM Ecuador) | Cuenca, Guayaquil                                                                                              |
| Panagra                         | Guayaquil |
| SAEREO                          | Macas |
| SAETA                           | Guayaquil, Cuenca, Baltra, San Cristóbal                                                                       |
| SAN Ecuador                     | Guayaquil, Cuenca                                                                                              |
| TAME                            | Baltra, Cuenca, Tulcan, Coca, Esmeraldas, Guayaquil, Manta, Nueva Loja, Loja, Salinas, Santa Rosa, Macas, Tena |

### Nemzetközi
A repülőtéren a bezárása előtt az alábbi légitársaságok voltak jelen:
| Légitársaság                            | Célállomások |
| --------------------------------------- | --- |
| ACES Colombia                           | Bogotá, Medellín–Córdova |
| Aero Continente                         | Lima |
| Aerolíneas Argentinas                   | Buenos Aires–Ezeiza |
| AeroGal (now Avianca Ecuador)           | Bogotá, Medellín–Córdova, Lima, Miami, New York–JFK |
| Aeroperú                                | Lima |
| Air Comet                               | Madrid |
| Air Europa                              | Madrid |
| Air France                              | Párizs-Charles de Gaulle repülőtér |
| Air Madrid                              | Barcelona, Madrid |
| American Airlines                       | Miami |
| AOM French Airlines                     | Párizs–Orly |
| Avensa                                  | Caracas |
| Avianca                                 | Bogotá |
| Braniff International                   | Los Angeles, Miami, Newark, San Francisco, Washington–Dulles |
| British Caledonian                      | Caracas, London–Gatwick |
| Continental Airlines                    | Houston–Intercontinental, Newark |
| Copa Airlines                           | Panama City |
| Copa Airlines Colombia                  | Bogotá |
| Cruzeiro                                | Rio de Janeiro–Galeão, São Paulo–Guarulhos |
| Cubana de Aviación                      | La Habana |
| Delta Air Lines                         | Atlanta |
| Dominicana de Aviación                  | Santo Domingo |
| Eastern Air Lines                       | Miami, New York–JFK |
| Ecuatoriana de Aviación                 | Antofagasta, Asunción, Bogotá, Buenos Aires–Ezeiza, Cali, Cancún, Caracas, Chicago–O'Hare, La Paz, Lima, Los Angeles, Madrid, Manaus, Mexico City, Montevideo, Montréal–Mirabel, Miami, Nassau, New York–JFK, Panama City, Rio de Janeiro–Galeão, San Francisco, Santa Cruz de la Sierra, Santiago de Chile, São Paulo–Guarulhos, Tel-Aviv, Toronto–Pearson, Washington–Dulles |
| Iberia                                  | Madrid |
| Icaro Air                               | Bogotá, Cali |
| KLM                                     | Amszterdam, Bonaire |
| LACSA (now Avianca Costa Rica)          | San José de Costa Rica |
| Lufthansa                               | Frankfurt, Lima, San Juan |
| LAN Airlines (now LATAM Chile)          | Santiago de Chile, Miami |
| LAN Ecuador (now LATAM Ecuador)         | Buenos Aires–Ezeiza, Madrid, Miami, Santiago de Chile |
| LAN Perú (now LATAM Perú)               | Lima, Cali, Medellín–Córdova |
| Lapsa                                   | Asunción |
| Lloyd Aéreo Boliviano                   | Santa Cruz de la Sierra, La Paz |
| Mexicana de Aviación                    | Mexico City |
| Pan Am                                  | Miami, New York–JFK |
| Panagra                                 | Bogotá, Lima, Miami, New York–JFK |
| Saeta                                   | Bogotá, Buenos Aires–Ezeiza, Caracas, Cusco, La Paz, Lima, Los Angeles, Mexico City, Medellín, Miami, New York–JFK, Panama City, Santiago de Chile |
| Servivensa                              | Caracas |
| TACA Airlines (now Avianca El Salvador) | San Salvador |
| TACA Peru                               | Lima |
| TAME                                    | Bogotá, Cali, Caracas, Lima, Panama City, São Paulo–Guarulhos |
| United Airlines                         | Houston–Intercontinental |
| Varig                                   | Rio de Janeiro–Galeão, San José de Costa Rica, São Paulo–Guarulhos |
| VASP                                    | São Paulo–Guarulhos |
| Viasa                                   | Bogotá, Caracas |

### Cargo
A repülőtéren a bezárása előtt az alábbi légitársaságok voltak jelen:
| Légitársaság                       | Célállomások                                                         |
| ---------------------------------- | -------------------------------------------------------------------- |
| ABSA Cargo Airline                 | Fortaleza, Guayaquil, Manaus, Campinas–Viracopos, Miami, Panama City |
| AeroSucre                          | Bogotá                                                               |
| Air Cargo Germany                  | Bogota, Frankfurt, Frankfurt–Hahn, Mexico City, Toronto–Pearson      |
| Atlas Air                          | New York–JFK                                                         |
| Cargolux                           | Bogotá, Luxembourg City, Maastricht, Campinas–Viracopos              |
| Centurion Air Cargo                | Miami                                                                |
| Cielos Airlines                    | Lima, Miami                                                          |
| DHL Aero Expreso                   | Miami                                                                |
| FedEx                              | Memphis, Miami                                                       |
| Florida West International Airways | Miami                                                                |
| LAN Cargo                          | Amszterdam, Buenos Aires–Ezeiza, Miami, Santiago de Chile            |
| LANCO                              | Amszterdam, Bogotá, Miami, Rio de Janeiro–Galeão                     |
| Lufthansa Cargo                    | Frankfurt                                                            |
| Líneas Aéreas Suramericanas        | Bogotá                                                               |
| Martinair                          | Aguadilla, Amszterdam, Miami, San Jose de Costa Rica                 |
| MasAir                             | Los Angeles, Mexico City                                             |
| Singapore Airlines Cargo           | Bogotá, Brüsszel, Campinas–Viracopos                                 |
| Southern Air                       | Miami                                                                |
| TAMPA Cargo                        | Bogotá, Medellín, Miami                                              |
| United Parcel Service              | Miami                                                                |
| World Airways Cargo                | Miami                                                                |